# سیمون بولاک
سیمون بولاک (انگلیسی: Simon Bullock؛ زادهٔ ۲۸ سپتامبر ۱۹۶۲) بازیکن فوتبال اهل بریتانیا است.
از باشگاه‌هایی که در آن بازی کرده‌است می‌توان به باشگاه فوتبال استوک سیتی اشاره کرد.